# Milk and Honey (album)
Milk and Honey – album muzyczny wydany w 1984 roku zawierający utwory Johna Lennona i Yoko Ono. Jest to pierwsza płyta zawierająca niepublikowane utwory Lennona wydana po jego śmierci. Materiał zawarty na krążku został nagrany w ostatnich miesiącach życia artysty (w trakcie trwania sesji do Double Fantasy oraz bezpośrednio po nich).

## Historia
Płyta została oparta na podobnym pomyśle, co Double Fantasy, czyli miała stanowić rodzaj dialogu. Projekt nowego albumu pojawił się jeszcze przed śmiercią Lennona, lecz to tragiczne wydarzenie spowodowało, że Yoko nie była w stanie go dokończyć. Dopiero w 1983 roku nagrano jej brakujące utwory, które w odróżnieniu od dość niedbałych nagrań Lennona dokonanych na próbach, są nowoczesne i nastawione na komercyjny odbiór. Zdjęcie umieszczone na okładce płyty zostało wykonane podczas tej samej sesji, co zdjęcie na okładce Double Fantasy.

## Sukces na listach przebojów
Album odniósł spory sukces, plasując się na trzecim miejscu brytyjskich list przebojów, oraz jedenastym w USA (gdzie płyta otrzymała status złotej). Także single z tej płyty okazały się hitami - "Nobody Told Me", "I'm Stepping Out" oraz "Borrowed Time" osiągnęły miejsca w pierwszej dziesiątce najlepiej sprzedających się singli na świecie.
W roku 2001 Yoko Ono nadzorowała prace nad reedycją płyty. Album został zremiksowany i zremasterowany, a także dodano do niego trzy bonusowe utwory, oraz 22 minutowy wycinek z ostatniego wywiadu, jakiego udzielił John Lennon w swoim życiu (późnym popołudniem 8 grudnia 1980 roku).

## Lista utworów
| 1.  | "I'm Stepping Out" (John Lennon)                       | 4:06  |
|     |                                                        |       |
| 2.  | "Sleepless Night" (Yoko Ono)                           | 2:34  |
|     |                                                        |       |
| 3.  | "I Don't Wanna Face It" (John Lennon)                  | 3:22  |
|     |                                                        |       |
| 4.  | "Don't Be Scared" (Yoko Ono)                           | 2:45  |
|     |                                                        |       |
| 5.  | "Nobody Told Me" (John Lennon)                         | 3:34  |
|     |                                                        |       |
| 6.  | "O'Sanity" (Yoko Ono)                                  | 1:04  |
|     |                                                        |       |
| 7.  | "Borrowed Time" (John Lennon)                          | 4:29  |
|     |                                                        |       |
| 8.  | "Your Hands" (Yoko Ono)                                | 3:04  |
|     |                                                        |       |
| 9.  | "(Forgive Me) My Little Flower Princess" (John Lennon) | 2:28  |
|     |                                                        |       |
| 10. | "Let Me Count the Ways" (Yoko Ono)                     | 2:17  |
|     |                                                        |       |
| 11. | "Grow Old with Me" (John Lennon)                       | 3:07  |
|     |                                                        |       |
| 12. | "You're the One" (Yoko Ono)                            | 3:56  |
|     |                                                        |       |
|     |                                                        | 36:46 |
|     |                                                        |       |